# Neon Genesis Evangelion: Angelic Days
Neon Genesis Evangelion: Angelic Days (新世紀エヴァンゲリオン 鋼鉄のガールフレンド2nd, Shin Seiki Evangelion Kōtetsu no Gārufurendo 2nd) é um mangá de Fumino Hayashi baseado na história original de Neon Genesis Evangelion da Gainax. O mangá é uma adaptação do jogo de vídeo game Girlfriend of Steel 2 e dramatiza as ações da Instrumentalidade do episódio final de Neon Genesis Evangelion, que contou com o elenco da série em uma comédia romântica colegial contrastando com o clima sombrio e com os temas apocalípticos da série de televisão. Foi serializado no Japão pela Kadokawa Shoten em edições mensais na Monthly Asuka a partir de 2003 até 2005, compactados em seis volumes encadernados.
Neon Genesis Evangelion: Angelic Days é uma continuação da sequência do sonho que Shinji tem no episódio 26. No sonho, Shinji imagina um mundo mais feliz e perfeito para ele, onde Asuka é uma amiga de infância, Misato é sua professora de escola, e Rei é uma nova estudante transferida recentemente. Os Evangelions e Anjos compõem pouco da história e não são totalmente explicados, pois eles aparecem pela primeira vez perto do final do segundo volume, durante o qual Shinji e Rei batalham contra Sachiel. A série termina com um final muito mais feliz do que a do anime original.
Em inglês, a série é licenciada pela ADV Manga, que serializou o mangá na Newtype USA antes de publicar os volumes encadernados.

## Enredo
Como na série de mangá original, os quatro primeiros volumes da série lidam com as invasões dos Anjos, mas de um ângulo muito diferente. Além disso, várias outras metáforas, comuns no anime e no mangá, ocorrem ao mesmo tempo durante as invasões. Tais como:
- Asuka e Shinji são amigos de infância, mas ambos são relutantes em arriscar sua amizade e transformá-la em um relacionamento mais profundo. No entanto, Asuka claramente demonstra ciúmes quando Rei se aproxima sentimentalmente de Shinji.
- Kensuke tem uma paixão não correspondida por Asuka, mas tem medo de agir por causa dos possíveis sentimentos de Shinji. Rei está em uma posição paralela, com os papéis invertidos.
- Toji e Hikari começam a namorar, apesar das invasões ameaçarem a vida de ambos.
- Kaworu também é um amigo de infância deShinji. No entanto, a amizade deles originou-se de incidente de infância quando Asuka abandonou Shinji, e ele e Asuka nunca se deram bem. Infelizmente, Kaworu sempre falhou em formar relacionamentos íntimos com alguém além de Shinji, e se ressente da relação mais próxima de Shinji com Asuka, e também tenta impedir Rei de se aproximar de Shinji.
- O cronograma de trabalho e a personalidade fria de Gendo Ikari alienam Shinji, que por sua vez, se ressente das atitudes de seu pai com sua mãe, Yui.

No final do quarto volume, os personagens principais, como os pilotos de Evangelions, são separados e enviados a partes diferentes ao redor do mundo, embora eles pretendam (e, com uma exceção, fazem) reunir-se após a ameaça dos Anjos ter acabado, porém, ao se reencontrarem estão crescidos e adultos para servirem como pilotos novamente.
O quinto volume é um flashback dos jovens Gendo e Yui. Neste flashback Gendo é apresentado como um violento delinquente juvenil na escola, abandonada por seus pais, que odeia o mundo. Yui é apresentada como uma brilhante estudante que se sente atraída por Gendo e decide ajudá-lo a superar seus problemas.
O sexto, e último, volume retorna para o arco principal da história, depois da derrota dos Anjos, tratando especificamente das ações e dos destinos dos personagens à medida que crescem. O último volume faz tentativas de amarrar as "pontas soltas" na história, incluindo:
- Rei e Ritsuko, que foram postas juntas refletem sobre seus sentimentos românticos não correspondidos-os sentimentos de Rei por Shinji, e os sentimentos de Ritsuko por Gendo.
- Misato e Kaji, que namoraram na faculdade e, depois, continuaram bons amigos, "revem" seu relacionamento algum tempo depois. Embora eles pareçam ter terminar logo após a faculdade, eles percebem que nunca "oficialmente" romperam e ainda têm sentimentos um pelo outro. Eles concordam em manter seu relacionamento seguindo, mas sem se apressar em nada.
- Hikari e Toji suportam a dor de um relacionamento a longa distância, algo difícil devido aos perigos constantes que Toji corre no seu trabalho.
- Shinji e Asuka são forçados a lidar por conta própria com tensões em seu relacionamento, especialmente desde que Kaworu (aparentemente) desiste de "desarmar" os seus argumentos.

A verdadeira identidade de Kaworu, assim como seus objetivos, finalidade, sentimentos e destino final são sugeridos durante os dois últimos arcos da história, mas nunca são explicitamente explicados ou mostrados.

## Mangá
Neon Genesis Evangelion: Angelic Days foi publicado no Japão pela Kadokawa Shoten. Foi serializado na Monthly Asuka a partir de 2003 a 2005 e compactados em seis volumes encadernados. Foi serializado na Newtype USA entre agosto de 2005 a janeiro de 2006. Foi publicado em Inglês pela ADV Manga, pela Siam Inter Comics na Tailândia, pela Glénat na França, pela Carlsen Comics na Alemanha, Panini Comics na Italía, pela Editorial Norma na Espanha, pelo Grupo Editorial Vid no México, pela Editorial Ivrea na Argentina, e pela Conrad Editora no Brasil.

## Recepção
MangaLife descobriu que muitos dos personagens foram muito menos emocionalmente instáveis em Angelic Days. Ed Chavez, escritor da Mania Entertainment, sentiu que Angelic Days foi "baseado em inconsistências", enquanto que desfruta do aspecto de comédia do ensino médio, dos romances do mangá, e do medo dos adolescentes, devido às maquinações dos personagens adultos. A Internet Bookwatch descreve a série como "menos sombria" do que a série Evangelion original, mas observa que os personagens "ainda têm os seus próprios demônios pessoais a enfrentar".